# Heinz Steinmann
Heinz Steinmann (1. února 1938, Essen - 21. března 2023, Achim) byl německý fotbalista, obránce.

## Fotbalová kariéra
Začínal v týmu Schwarz-Weiß Essen. Dále hrál v německé bundeslize za 1. FC Saarbrücken a Werder Brémy, se kterým vyhrál v roce 1965 bundesligu. V bundeslize nastoupil ve 214 utkáních a dal 5 gólů. V Poháru mistrů evropských zemí nastoupil ve 4 utkáních. Za německou reprezentaci nastoupil v letech 1962–1965 ve 3 utkáních a dal 1 gól.

## Ligová bilance
| Ročník                                 | Zápasy | Góly | Klub               |
| -------------------------------------- | ------ | ---- | ------------------ |
| Fußball-Oberliga West 1956/1957        | 25     | 2    | Schwarz-Weiß Essen |
| Fußball-Oberliga West 1959/1960        | 25     | 0    | Schwarz-Weiß Essen |
| Fußball-Oberliga West 1961/1962        | 30     | 0    | Schwarz-Weiß Essen |
| Fußball-Oberliga West 1962/1963        | 30     | 0    | Schwarz-Weiß Essen |
| Německá fotbalová Bundesliga 1963/1964 | 30     | 1    | 1. FC Saarbrücken  |
| Německá fotbalová Bundesliga 1964/1965 | 26     | 0    | Werder Brémy       |
| Německá fotbalová Bundesliga 1965/1966 | 32     | 0    | Werder Brémy       |
| Německá fotbalová Bundesliga 1966/1967 | 32     | 0    | Werder Brémy       |
| Německá fotbalová Bundesliga 1967/1968 | 32     | 2    | Werder Brémy       |
| Německá fotbalová Bundesliga 1968/1969 | 31     | 2    | Werder Brémy       |
| Německá fotbalová Bundesliga 1969/1970 | 30     | 0    | Werder Brémy       |
| Německá fotbalová Bundesliga 1970/1971 | 1      | 0    | Werder Brémy       |
| CELKEM Německá fotbalová Bundesliga    | 214    | 5    |                    |